# Alfred Beyer
Alfred Erich Gerhard Beyer (* 24. Dezember 1885 in Woldenberg; † 9. Oktober 1961 in Ost-Berlin) war ein deutscher Mediziner, Beamter und sozialdemokratischer Abgeordneter in Preußen sowie später führender Funktionär im Gesundheitswesen der frühen DDR sowie Hochschullehrer.

## Leben
Beyer stammte aus einem bildungsbürgerlichen Elternhaus, der Vater war Richter und höherer Beamter. Nach dem Abitur in Stade studierte Beyer von 1906 bis 1911 Medizin an den Universitäten in Jena, Göttingen und Kiel. Nach dem Staatsexamen wurde er 1911 an der Universität Kiel 1911 zum Dr. med. promoviert und 1912  approbiert. Von 1911 bis 1912 war Beyer Assistenzarzt an der Kinderklinik und am Hygienischen Institut der Universität Kiel. Anschließend arbeitete er bis 1919 als Anstaltsarzt in der Provinzial Heil- und Pflegeanstalt in Schwetz und in Neustadt in Westpreußen unterbrochen vom durchgehenden Kriegsdienst als Truppenarzt während des Ersten Weltkrieges. Seine Facharztausbildung zum Facharzt für Nervenheilkunde hatte er 1916 abgeschlossen.
Von 1919 bis 1933 war Beyer im Staatsdienst als Referent (Irrenwesen, Gewerbehygiene, Geschlechtskrankenfürsorge, Gerichtsärztlicher Dienst, Unfall- und Altersversicherung, Personalwesen, Arzneimittelwesen) zunächst im preußischen Wohlfahrtsministerium und später in der medizinischen Abteilung des Innenministeriums; anfangs als Hilfsarbeiter, dann ab 1920 als Regierungsrat, ab 1922 als Oberregierungsrat und schließlich ab 1925 als Ministerialrat. Er organisierte die 1921 in Preußen eingeführte ärztliche Gewerbeaufsicht. Daneben war er bis 1933 Redakteur der Fachzeitschrift Medizinische Welt und Mitarbeiter der Zeitschrift für Hygiene. Von 1927 bis 1933 war er Dozent an der Lessing-Hochschule in Berlin.
Politisch war Beyer seit 1919 Mitglied der SPD und schloss sich dem Verein sozialistischer Ärzte an.  Für die SPD war er von 1919 bis 1924 Mitglied in der preußischen Landesversammlung beziehungsweise dem Landtag. Er gehörte dem Landesgesundheitsrat an, für den er ab 1920 im „Ausschuß für Rassenhygiene und Bevölkerungswesen“ saß.
Im Zuge der Machtübergabe an die Nationalsozialisten wurde er im Februar 1933 aus dem Staatsdienst entlassen und war bis 1939 mit Berufsverbot belegt. Während des Zweiten Weltkrieges übernahm er vertretungsweise eine Praxis für Magen- und Darmkrankheiten.
Nach dem Ende der nationalsozialistischen Herrschaft führte er 1945 kurzzeitig eine eigene Praxis für Magen- und Darmkrankheiten in Berlin-Tempelhof. Er trat 1946 der SED bei und machte im Gesundheitswesen der sowjetischen Besatzungszone und der frühen DDR erneut Karriere. Beyer war von 1945 bis 1949 in der Deutschen Zentralverwaltung für Gesundheitswesen zuletzt als Vizepräsident tätig. Er war 1948/49 Mitglied der Volkskammer der DDR. Außerdem war er von 1947 bis zu seiner Emeritierung 1956 Professor für Sozialhygiene an der Humboldt-Universität. Von 1948 bis 1949 war er Dekan der medizinischen Fakultät und von 1949 bis 1951 war er Prorektor der Universität. Zudem war er von 1949 bis 1956  Direktor des Instituts für Sozialhygiene der HU Berlin sowie von 1955 bis 1958 ärztlicher Direktor der Charité. Er saß zeitweise dem Wissenschaftlichen Rat des Ministeriums für Gesundheitswesen vor. Außerdem war Beyer Redakteur der Zeitschrift Das deutsche Gesundheitswesen und Autor zahlreicher wissenschaftlicher und populärwissenschaftlicher medizinischer Schriften.
Er wurde 1956 mit dem Vaterländischen Verdienstorden ausgezeichnet.

## Veröffentlichungen
- Menschenökonomie; 1922
- Die ärztliche Gewerbeaufsicht; 1926
- Beiträge zur Bleianalyse mit Hilfe von Dithizon; 1938
- Der Sieg des Denkens;  ca. 1920 Deutsche Buch-Gemeinschaft
- Die Technik des Denkens; ca. 1921 Deutsche Buch-Gemeinschaft

## Zeitschriftenbeiträge (Auswahl)
In: Der sozialistische Arzt.
- Gewerbehygiene. 1. Jg. (1925), Heft 2–3 (Juli), S. 16–18 Digitalisat